# Stohl Luca
Stohl Luca (Budapest, 1992. október 15. –) magyar táncművész, műsorvezető, Stohl András lánya. 2022 májusától az ATV Híradó műsorvezetője.

## Életpályája
A Magyar Táncművészeti Főiskolán végzett 2013-ban. Pályája a diploma megkezdése után a Bozsik Yvette által rendezett Chicago című darabbal kezdődött és Bozsikkal ezt követően is szoros munkakapcsolatban maradt.
2016 szeptemberétől a Fem3 Café műsorvezetője.
2017-ben a Vigyázat, gyerekkel vagyok!, 2018-ban pedig a Vigyázat, szülővel vagyok! műsor netes riportere.
2017 tavaszán megmutatta énektudását A nagy duett c. műsorban, mestere Peller Károly volt.
2018-tól a Ninja Warrior Hungary műsorvezetője.
2019-től az Innovátor, a Vasúttúra  műsorvezetője és a Tények Plusz riportere.
2020-ban a Dancing with the Stars online riportere.
2021-től a Szenzitív műsorvezetője. (168.hu)
2022 májusától az ATV Híradó műsorvezetője

## Színpadi szerepei
- Barta Dóra: Hoffmann meséi - Nemzeti Táncszínház
- Bozsik Yvette: Chicago - Centrál Színház
- Feledi János: Hattyú - Nemzeti Táncszínház
- Kulcsár Noémi: Mozdulat 100+ - Nemzeti Táncszínház
- Bozsik Yvette: Csillagokkal táncoló Kojot - Nemzeti Táncszínház
- Bozsik Yvette: Varázsfuvola - MÜPA
- Mohácsi János - Bodor Johanna: Aida - Erkel Színház
- Kulcsár Noémi: Tale - Nemzeti Táncszínház
- Kulcsár Noémi: Sulhan Aruch
- Pataky Klári: A telefon - Magyar Állami Operaház
- Bozsik Yvette: Antigone - MÜPA
- Gulyás Anna: Makrancos - Bethlen téri Színház
- Kulcsár Noémi: Macbeth - Nemzeti Táncszínház
- Bozsik Yvette: Éden földön - Nemzeti Színház
- Bozsik Yvette: Préda - Nemzeti Táncszínház
- Bozsik Yvette: Jézus Krisztus Szupersztár - Csiky Gergely Színház (Kaposvár)
- Bozsik Yvette: Oidipusz - MÜPA
- Feledi János: Kozmikus intimitások - MÜPA
- Gulyás Anna: Vér_nász - Bethlen téri Színház
- Kulcsár Noémi: Woody Wood - Zsidó Művészeti Napok
- Bozsik Yvette: Pinocchio - MÜPA
- Bozsik Yvette: Úr komédiásai - Nemzeti Színház
- Bozsik Yvette: Orfeusz és Euridiké - Nemzeti Táncszínház
- Kulcsár Noémi: Prométheusz - Mu Színház
- Hegedűs D. Géza: Dzsungel könyve - Pesti Színház
- Marton László: Óz, a csodák csodája - Vígszínház
- Gulyás Anna: Feketekutya - Trafó /IZP Projekt/
- Szirtes Tamás: Billy Elliot - Erkel Színház
- Hegedűs D. Géza: Bíborsziget - Pesti Színház
- Martin Cicvak: Premier - Vígszínház
- ifj. Vidnyánszky Attila: A nagy Gatsby - Vígszínház

## Televíziós munkái
- FEM3 Café - műsorvezető 2016-2019
- A nagy duett - versenyző 2017
- Vigyázat, gyerekkel vagyok! - online riporter 2017
- Vigyázat, szülővel vagyok! - online riporter 2018
- Ninja Warrior Hungary - műsorvezető 2018
- Innovátor - műsorvezető 2019
- Tények Plusz - riporter 2019
- Vasúttúra - műsorvezető 2019
- Dancing with the Stars - online riporter 2020
- Brandépítők - műsorvezető 2021
- Szenzitív - műsorvezető 2021
- ATV Híradó - műsorvezető 2022-

## Díjai, elismerései
- 50 tehetséges magyar fiatal - La Femme Magazin
- Az évad legjobb pályakezdő táncművésze - Magyar Táncművészek Szövetsége

## Családja
Édesapja Stohl András színész.. Édesanyja Tordai Éva divattervező.